# Ophiolepis pawsoni
Ophiolepis pawsoni är en ormstjärneart som beskrevs av Hendler 1988. Ophiolepis pawsoni ingår i släktet Ophiolepis och familjen Ophiolepididae. Inga underarter finns listade i Catalogue of Life.